# 恩卡尼亞達區
7°05′09″S 78°20′48″W / 7.0859°S 78.3467°W
恩卡尼亞達區（西班牙語：Distrito de La Encañada），是秘魯的一個區，位於該國北部卡哈馬卡大區的卡哈馬卡省，始建於1857年1月2日，面積635.1平方公里，海拔高度3,098米，2005年人口22,397，人口密度每平方公里35人。